# 白山神社 (高山市清見町三日町)
白山神社（はくさんじんじゃ）は、岐阜県高山市清見町三日町（旧・大野郡清見村大字三日町）に鎮座する神社（白山神社）。

## 概要
創建時期は不詳。加賀国白山比咩神社から勧請し創建という。三日町村大字前平（現・高山市清見町三日町）の白山神社（山手白山神社）と三日町村大字川島（現・高山市清見町三日町）の白山神社（川島白山神社）が創建された。
川島白山神社は文政年間に洪水で流出し荒廃したが再建される。その後、山手白山神社と川島白山神社は一体となって祀られる。
山手白山神社は1871年（明治4年）に村社となる。川島白山神社は1879年（明治12年）に村社となる。1907年（明治40年）に山手白山神社に川島白山神社が合祀する。

## 主祭神
- 菊理姫命
- 伊弉諾尊
- 伊弉冉尊